# Carl Fredrik Ekestubbe
Carl Fredrik Ekestubbe, född den 30 oktober 1727 på Olkkala gård död den 7 mars 1784 på Olkkala, var en svensk militär.

## Biografi
Carl Fredrik Ekestubbe, som var son till kornetten vid Nylands dragonregemente Carl Ekestubbe och dennes hustru Juliana Sofia Hästesko-Fortuna, blev volontär vid faderns gamla regemente den 6 augusti 1746, korpral den 11 september 1749 och  furir den 16 juli 1750. Han utnämndes till fältväbel den 20 augusti 1754 och blev adjutant den 4 oktober 1755.
När det Pommerska kriget utbröt placerades han på Södra skånska kavalleriregementet, där han utnämndes till kornett den 14 oktober 1760. 1762 återkom han till Nylands dragonregemente och han befordrades till löjtnant den 9 mars 1762. Därefter blev han kapten den 27 november 1765, regementskvartermästare den 18 mars 1768 och fick befälet för Sääksmäki kompani den 19 juni 1770. Han befordrades till major den 26 oktober 1775 och erhöll avsked med befordran till överstelöjtnant den 18 februari 1778.
Ekestubbe dog på sin gård Olkkala 1784.

### Familj
Ekestubbe var gift två gånger. Sitt första äktenskap ingick han den 1 oktober 1761 i Vichtis med Sofia Christina Rotkirch (1730-1767) i hennes andra gifte. Hon var dotter till kaptenen Johan Wenzel Rotkirch och dennes hustru Barbro Christina Hästesko-Fortuna. Paret fick fyra barn.
Ekestubbe gifte sig andra gången den 12 augusti 1769 i Hindhår med Anna Elisabet Kraftman (1751-1785). Hon var dotter till lektorn vid Borgå gymnasium Anders Kraftman och dennes hustru Anna Elisabet Heintzius. Paret fick nio barn.

## Utmärkelser
- Riddare av Svärdsorden - 28 maj 1772

## Bilder

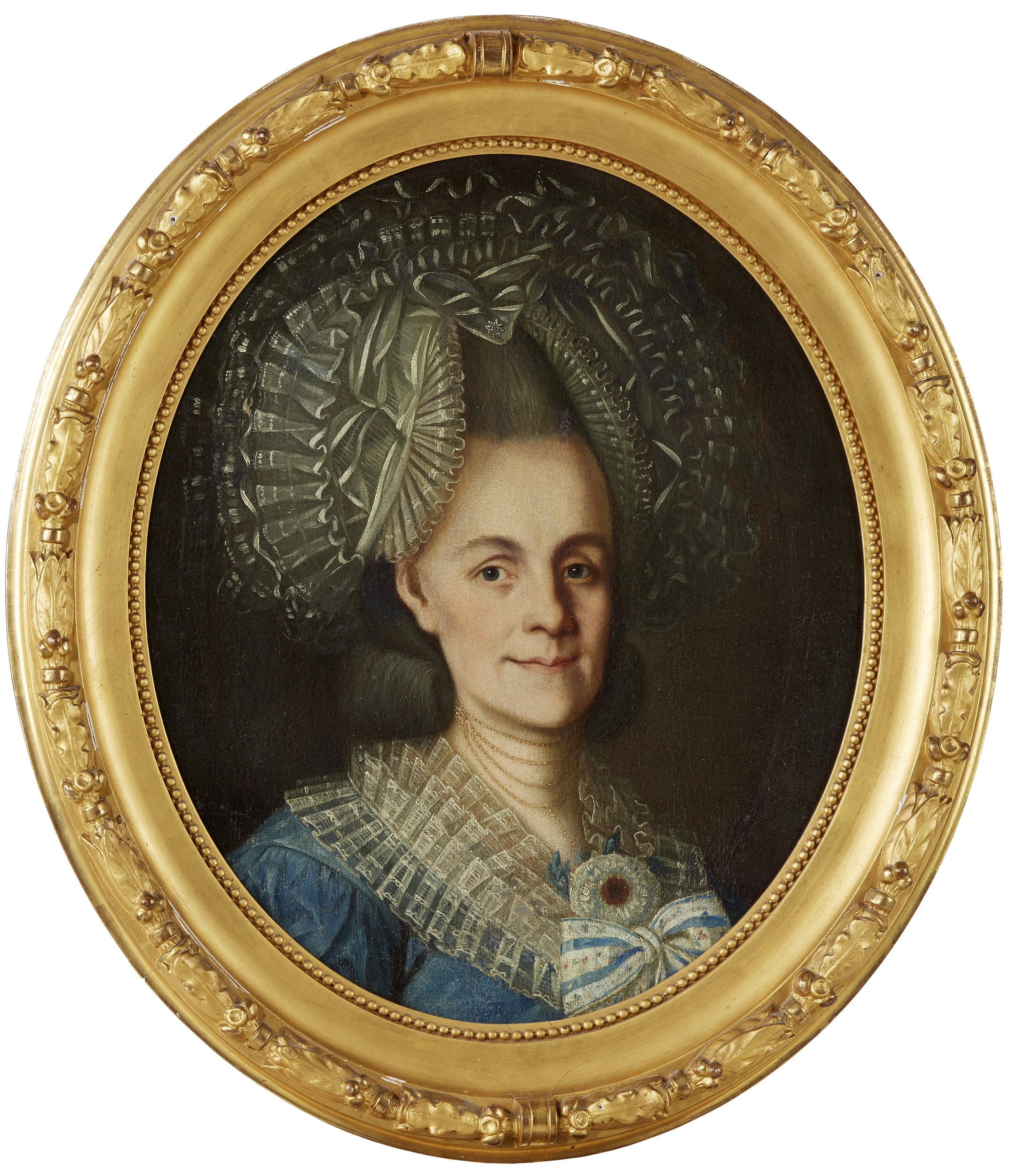
Anna Elisabeth Kraftman, gift med Ekestubbe 1769. Målning från omkring 1780 av Emanuel Thelning.